# Kampung Mesjid (Kualuh Hilir)
Kampung Mesjid is een bestuurslaag in het regentschap Labuhan Batu Utara van de provincie Noord-Sumatra, Indonesië. Kampung Mesjid telt 4550 inwoners (volkstelling 2010).